# Elaeocarpus varunua
Elaeocarpus varunua är en tvåhjärtbladig växtart som beskrevs av Buch.-ham.. Elaeocarpus varunua ingår i släktet Elaeocarpus och familjen Elaeocarpaceae. Inga underarter finns listade i Catalogue of Life.